# Індійсько-чорногорські відносини
Індійсько-чорногорські відносини (англ. India–Montenegro relations, гінді भारत-मोंटेनेग्रो संबंध, чорн. odnosi Indije i Crne Gore) — історичні та поточні двосторонні відносини між Індією та Чорногорією. 

## Історія
Відносини Індії з Чорногорією традиційно близькі та дружні ще з часів Соціалістичної Федеративної Республіки Югославії (СФРЮ), до складу якої вона входила. Після розпаду Югославії Чорногорія опинилася в Союзній Республіці Югославії (СРЮ), яка згодом перетворилася на Державний союз Сербії і Чорногорії. Після референдуму про незалежність країна стала незалежною суверенною державою, яку Індія визнала 2 серпня 2006 року, після чого встановила з Чорногорією дипломатичні відносини. Посол Індії в Австрії (у Відні) за сумісництвом є послом Індії у Чорногорії. Індія також відкрила почесне консульство в Подгориці. 31 січня 2008 року було відкрито Почесне консульство Чорногорії в Індії. 13 березня 2019 року вступив на посаду Посол Чорногорії в Республіці Індія за сумісництвом (з перебуванням у Страсбурзі) Зоран Янкович. 8 лютого 2021 року вручив вірчі грамоти Президенту Чорногорії Міло Джукановичу новопризначений Посол Республіки Індія в Чорногорії Джайдіп Мазумдар (перебуває у Відні).
Індійсько-чорногорські двосторонні візити та обміни розпочалися, ще коли Чорногорія була у складі СРЮ/Союзу Сербії та Чорногорії. Після здобуття Чорногорією незалежності першим візитом до Індії на рівні міністра став візит міністра фінансів Милорада Катнича 8—15 лютого 2011 року з метою участі в організованій товариством «Мон Пелерін» конференції «Індія як глобальна держава: застосування ліберальних цінностей вдома та за кордоном». Принагідно він зустрівся з першим заступником міністра фінансів Намо Нараїном Міною. 10—12 квітня 2012 року на запрошення індійського міністра закордонних справ С. М. Крішни Індію відвідав міністр закордонних справ та європейської інтеграції Чорногорії Мілан Рочен. Метою візиту було встановлення політичних контактів на високому рівні. 2 і 3 вересня 2014 року Чорногорію відвідав перший заступник міністра закордонних справ Індії генерал В. Кумар Сінгх. Це був перший після здобуття Чорногорією незалежності візит до цієї країни індійського високопосадовця. Під час цього візиту він зустрівся з президентом Філіпом Вуяновичем, прем'єр-міністром Міло Джукановичем і міністром закордонних справ Ігорем Лукшичем, приділивши основну увагу розширенню співробітництва у галузі інвестицій та економіки шляхом обміну візитами та організації презентацій, але також обговоривши пожвавлення загальної співпраці, особливо у сферах освіти, культури та науки.

## Економічні відносини
У 2020 році товарообіг між Чорногорією та Республікою Індія становив 6 115 871 євро (з них імпорт — 6 115 841 євро, а експорт — 30 євро).
Статті експорту Індії в Чорногорію включають каву, чай та інші продукти харчування, тютюн, текстильну пряжу, тканини і готовий одяг, електричні/електронні деталі, техніку, медикаменти, фармацевтичні препарати.
Головні види економічної діяльності, які можуть становити інтерес для індійських інвесторів, це туризм і сфера гостинності, сільське господарство, молочарство, риболовство, харчова й переробна промисловість.